# 晴斑突頜麗魚
晴斑突頜麗魚，為輻鰭魚綱鱸形目隆頭魚亞目慈鯛科的其中一種，分布於非洲剛果河中部流域，體長可達13公分，棲息在水底，生活習性不明。

## 擴展閱讀
維基物種上的相關：晴斑突頜麗魚